# Stéphane Buffetaut
Stéphane Buffetaut (ur. 8 maja 1953 w Paryżu) – francuski polityk, prawnik, przedsiębiorca i samorządowiec, poseł do Parlamentu Europejskiego IV kadencji, członek Europejskiego Komitetu Ekonomiczno-Społecznego.

## Życiorys
W 1975 uzyskał magisterium z prawa na Académie de Paris, a w 1977 dyplom DESS na Université de Paris I. Pracował na kierowniczych stanowiskach w organizacjach pracodawców, m.in. w latach 1986–1997 jako dyrektor wykonawczy związku pracodawców regionu Île-de-France. Objął również stanowisko dyrektora ds. kontaktów z instytucjami europejskimi w koncernie Veolia Environnement. Został prezesem przedsiębiorstw specjalizujących się w finansowaniu budownictwa społecznego.
Był radnym miejskim w Louviers i zastępcą mera Wersalu. W 1994 kandydował do Europarlamentu IV kadencji z ramienia Ruchu dla Francji, który zorganizował Philippe de Villiers. Mandat poselski objął w 1997 i wykonywał go do 1999, wchodząc w skład grupy Niezależnych na rzecz Europy Narodów. Później został wiceprzewodniczącym Narodowego Centrum Niezależnych i Chłopów oraz członkiem władz krajowych Partii Chrześcijańsko-Demokratycznej. W 2012 bezskutecznie kandydował do Zgromadzenia Narodowego.
Od 2002 członek Europejskiego Komitetu Ekonomiczno-Społecznego.
Kawaler Legii Honorowej oraz Orderu Narodowego Zasługi.